# Visión Cero
Visión Cero o Vision Zero es un proyecto de seguridad vial multinacional que busca lograr un sistema de tránsito sin muertes o lesiones graves. Un principio básico de la visión es que 'la vida y la salud nunca pueden ser intercambiadas para otros beneficios dentro de la sociedad' en vez del principio convencional de comparar los costos y beneficios de forma que se le asigne un valor monetario a la vida y salud y se utilice ese valor para decidir cuánto dinero invertir en un sistemas de tránsito con un riesgo aceptable.
Empezó en Suecia y fue aprobpor su parlamento en octubre de 1997.

## Principios
Visión Cero está basado en cuatro principios:
- Ética: La vida y salud humanas son primordiales y toman prioridad por encima de la movilidad y otros objetivos del sistema de tránsito.
- Responsabilidad: proveedores y reguladores de sistemas de tránsito comparten responsabilidad con los usuarios del mismo.
- Seguridad: los sistemas de tránsito tienen que tomar en cuenta errores humanos y minimizar tanto la posibilidad de errores como el daño posible cuando ocurren y,
- Mecanismos para cambio: los proveedores y reguladores de sistemas de tránsito tienen que hacer todo lo posible por garantizar la seguridad de todos los ciudadanos, cooperar con usuarios de la vía, y estar dispuestos a cambiar para conseguir seguridad vial.

## Resultados

### Noruega
Noruega adoptó su versión de Visión Cero en 1999. En 2008, un ingeniero de personal en la Administración de Carreteras Pública noruega dijo: "La visión cero ha atraído más atención a la seguridad vial [...] pero el número de muertes en accidentes no ha decrecido significativamente".

### Suecia
Suecia, iniciador del concepto de "Visión Cero", ha tenido resultados algo mejores que Noruega. Con una población de aproximadamente 9.6 millones, Suecia ha tenido una tradición de mucho tiempo en cuantificar objetivos de seguridad vial. A mitad de los años 90 se estableció el objetivo de reducir en 50% las muertes viales en un plazo para 2007. Aunque no se logró tal objetivo la reducción real de esos diez años fue de 13% a 471 muertes. El objetivo fue revisado a 50% para 2020 y a 0 muertes para 2050. En 2009 la reducción de las muertes en comparación a 1997 fue de 34.5% a 355 muertes. 
| Año de accidente | Muertes |
| ---------------- | ------- |
| 1997             | 541     |
| 1998             | 531     |
| 1999             | 580     |
| 2000             | 591     |
| 2001             | 583     |
| 2002             | 532     |
| 2003             | 529     |
| 2004             | 480     |
| 2005             | 440     |
| 2006             | 445     |
| 2007             | 471     |
| 2008             | 396     |
| 2009             | 355     |
| 2010             | 266     |
| 2011             | 314     |

El volumen de tránsito en Suecia aumentó firmemente sobre el mismo periodo. El decremento en muertes de Suecia de 39% entre 2000 y 2009 fue superado por decrementos en otros países, como Suiza (41%), Alemania (45%), Francia (48%) y España (53%).